# Sibillina Biscossi
Sibillina Biscossi (Pavia, 1287 – Pavia, 19 marzo 1367) è stata una monaca cristiana, mistica e veggente italiana, venerata come beata dalla Chiesa cattolica.

## Biografia
Di nobili origini, nacque a Pavia nel 1287. Rimasta orfana, a dodici anni perse la vista. La leggenda narra che avrebbe avuto una visione di San Domenico, diventando a quindici anni terziaria domenicana presso la chiesa di san Tommaso a Pavia, dove visse in clausura fino alla morte, avvenuta nel 1367.
Visse secondo un rigido ascetismo, dedicandosi alla contemplazione e alla preghiera. Le furono attribuite visioni profetiche, alcune delle quali si sarebbero realizzate. Ai numerosi devoti che la visitavano rivolgeva consigli e inviti al pentimento dei peccati.

## Culto
Si spense il 19 marzo, come lei stessa avrebbe previsto, e i suoi funerali furono solenni. Fu tumulata nella stessa chiesa di san Tommaso, nella cappella dove si trovava la celebre pala di Vincenzo Foppa, commissionata da Giovanni Matteo Bottigella. La sua fama rimase grande anche in seguito e le furono attribuiti numerosi miracoli. Il suo culto fu istituito nel 1854 dal papa Pio IX.
La memoria liturgica ricorre il 19 marzo, giorno della sua morte, mentre nella diocesi di Pavia viene ricordata il 23 marzo.
La fonte originale per la sua biografia fu compilata da Tommaso da Bossolasco, priore della provincia domenicana della Lombardia superiore, pochi anni dopo la sua morte.